# Krasheninnikov Peak
Krasheninnikov Peak är en bergstopp i Antarktis. Den ligger i Östantarktis. Norge gör anspråk på området. Toppen på Krasheninnikov Peak är 2 525 meter över havet, eller 425 meter över den omgivande terrängen. Bredden vid basen är 4,3 km.
Terrängen runt Krasheninnikov Peak är huvudsakligen kuperad, men österut är den platt. Trakten är obefolkad. Det finns inga samhällen i närheten.